# هيو مكدونالد (لاعب كرة قدم)
هيو مكدونالد (بالإنجليزية: Hugh McDonald)‏ هو لاعب كرة قدم بريطاني (وحمل سابقاً جنسية المملكة المتحدة لبريطانيا العظمى وأيرلندا) في مركز حراسة المرمى، ولد في 1884 في المملكة المتحدة، وتوفي في 27 أغسطس 1920. لعب مع أولدهام أثلتيك وبرايتون أند هوف ألبيون ونادي أرسنال ونادي برادفورد بارك أفنيو ونادي بريستول روفيرز ونادي فولهام.